# Фестивал „Стари град” (Нови Пазар)
Фестивал „Стари град” је најстарији музички фестивал у Новом Пазару. Одржава се у летњем периоду од 2004. године. Фестивал траје три дана, организује се у централној градској зони и окупља реномиране поп и рок музичаре са Балкана. Куриозитет овог фестивала је што је 2019. музичком програму придодат и контекст „шопинга” као туристичке понуде, у циљу да се Новом Пазару вратити имиџ трговачког и регионалног шопинг центра. Од тада се промовише као Музички шопинг фестивал „Стари град”.
Организатор фестивала је Mass Entertainment Group, суорганизатор Културни центар Нови Пазар, а генерални покровитељи су Град Нови Пазар и Министарство туризма и омладине.

## Учесници
На фестивалу „Стари град” до сада су наступали бројни реномирани извођачи поп и рок музике, међу којима су: Галија, Црвена јабука, Џејла Рамовић, Марија Шерифовић, Нина Бадрић, Зана, Рок ко фол, Жељко Васић, Гоца Тржан, Ален Исламовић, Тропико бенд, Влатко Стефановски, Здравко Чолић, Лена Ковачевић, Александра Радовић, Аки Рахимовски, Тифа, Ален Исламовић, Забрањено пушење, Тијана Дапчевић, Регина, Сергеј Ћетковић, Емина Јаховић, Кербер, Жељко Бебек, Семир Џанковић, Ничим изазван, Диванхана, Негатив, Кемала Монтена, Исак Шабановић, Забрањено пушење, Јелена Томашевић и други.
На фестивалу се промовишу и неафирмисани извођачи. Првих година фестивал је имао и такмичарско вече на коме су се такмичили млади извођачи.

## Концепт шопинга
Од 2023. године програму фестивала додат је и контекст трговине, захваљујући чињеници да је Нови Пазар од свог оснивања био средиште трговине, што му само име каже, а што је остао до данас. Током фестивалских дана локални привредници и угоститељи посетиоцима нуде  бројнепопусте, што представља додатни разлог за туристичку посету Новом Пазару.

## Занимљивости
Фестивал никада није прекинуо континуитет. У јеку пандемије ковида 19, 2020. године, концерти су снимљени раније, без присуства публике и у потпуности у складу са ситуацијом и мерама које је налагала тадашња ситуација. Сходно томе направљена је фестивалска минијатура блиска класици, која је и жанровски и аранжерски била у складу са поменутом ситуацијом и која је условила пажљив избор учесника. Узевши у обзир све што је претходних месеци задесило Нови Пазар, Организациони одбор фестивала донео је одлуку да фестивал организује искључиво у ТВ формату, имајући у виду потенцијалне опасности које би тако велико јавно окупљање могло да донесе. Те године на фестивалу су наступали група Леб и сол и гудачки квартет Wonder strings, а концерти су емитовани на РТВ Нови Пазар у петак и суботу, 23. и 24. октобра.